# Harlindis af Maaseik
Den hellige Harlindis (ca. 695, Maaseik – 753, Aldeneik) var en frankisk abbedisse. Hun var søster til Sankt Relindis, begge var døtre af den frankiske greve Adelard.
Som børn var søstrene blevet undervist på et frankisk kloster i Valenciennes (nuværende Frankrig). Da de senere selv udtrykte ønske om at blive nonner lod Adelard i 730 opfører et nyt benediktekloster i deres fødeby Maaseik (nuværende Belgien), hvor Harlindis blev den første abbedisse. Da Harlindis døde i 753, udpegede Sankt Bonifatius søsteren Relindis til at være hendes efterfølger som abbedisse. Flere mirakler er tilskrevet søstrene. Adelard og hans kone er begge begravet i døtrenes kloster.
Harlindis og Relindis bliver normalt afbilledet sammen. Ofte med en abbedissestav, eller en model af klosteret i hånden.
Harlindis festdag er den 12. oktober